# Geissorhiza eurystigma
Geissorhiza eurystigma (лат.) — небольшое многолетнее травянистое клубнелуковичное растение, вид рода Geissorhiza семейства Ирисовые (Iridaceae). Эндемик ЮАР. Растёт на гравийных песчаных почвах в Западно-Капской провинции ЮАР.
Geissorhiza eurystigma выделяется ярко окрашенными цветками тёмно-синего цвета с тёмно-красным центром, и с широкими, заметно волосатыми рыльцами. Листья относительно широкие и сильно многоребристые. Geissorhiza radians, которая имеет похожие цветки, но с красным центром, окаймленным узкой белой полосой, имеет более узкие листья. Geissorhiza eurystigma в прошлом путали с G. mathewsii и некоторое время рассматривали как G. eurystigma subsp. mathewsii. G. mathewsii имеет похожие синие цветки с красным центром и широкими ветвями столбика, но отличается гораздо более короткой трубкой околоцветника и пыльниками, расположенными над ветвями столбика.

## Описание
Geissorhiza eurystigma — многолетний травянистый клубнелуковичный геофит высотой 8-15 см. Клубнелуковица яйцевидная, почти симметричная, 8-11 мм в диаметре, усечённая у основания; оболочки деревянистые черепитчатые, черноватые, выемчатые снизу на правильные сегменты. Стебель простой или 1- или 2-ветвистый, согнутый над влагалищем верхнего листа и у основания соцветия-колоса, изредка с прицветным листом в верхней половине. У растения три листа, мечевидные, несколько ребристые, достигают основания или середины колоса, шириной 3-6 мм, нижние два базальных листа, самые верхние вставлены в основание или в нижнюю часть стебля, влагалище вздутое, часто такой же длины и шире, чем нижние листья. Колос наклонный, согнутый, с 2-5(-7) цветками. Прицветники зелёные, со временем становятся сухими и пленчатыми от верхушки, часто красноватые на верхних краях, 9-13 мм длиной, внутренние поимерно такой же длины, как и внешние. Цветки актиноморфные, листочки околоцветника широко чашевидные, тёмно-синие с красным центром; трубка околоцветника воронковидная, 6-9 мм длиной, выдается из прицветников; листочки околоцветника широкоэллиптические, 16-24 x 9-13 мм. Тычиночные нити прямые, равные, до 9 мм длиной; пыльники 4,5-5,5 мм длиной, жёлтые. Столбик разделяется около верхушки пыльников, веточки ± 4 мм длиной, широкие, густоопушённые. Плоды — Коробочки яйцевидно-продолговатой формы, до 12 мм длиной.

## Распространение и местообитание
G. eurystigma — эндемик Капской флористической экосистемы в Западно-Капской провинции ЮАР. Ареал ограничен юго-западной частью Западно-Капской провинции, с центром вокруг Дарлинга и Мамре и простирается на юг до Калабаскрала и Малмсбери. Произрастает на гравийном песке и на гранитные почвах в реностервельде.

## Охранный статус
G. eurystigma —вид, который классифицируется как «находящийся под угрозой исчезновения» (EN) в Южноафриканской Красной книге. Вид находится под угрозой из-за выращивания пшеницы, вытаптывания крупным рогатым скотом и овцами, инвазивных чужеродных трав и эвтрофикации. Более 80 % среды обитания этого вида было утрачено из-за расширения сельскохозяйственных угодий. Осталось только пять известных мест обитания этого вида, но и они приходят в упадок.

## Экология
Вид G. eurystigma нуждается в перекрёстном опылении для формирования жизнеспособных семян. Поэтому для обеспечения формирования семян необходим богатый опылителями сад. Благодаря тёмному центру цветка его в основном опыляют жуки-цветоройки (Hopliini) из подсемейства Хрущи.